# イリュージョン (2011年の映画)
『イリュージョン』（フランス語: La femme du Vème、英語: The Woman in the Fifth）は、2011年のフランス・ポーランド・イギリスのサスペンス映画。監督はパヴェウ・パヴリコフスキ、出演はイーサン・ホークとクリスティン・スコット・トーマスなど。原作はダグラス・ケネディの小説『The Woman in the Fifth』。
日本では劇場未公開だが、2012年5月25日にDVDが発売された。

## ストーリー
売れない作家のトム（イーサン・ホーク）は、家庭内暴力が原因で、家族への接近禁止命令が出されていた。
ところが、人生をやり直そうと家族に会うため訪れたパリで、トムは荷物を盗まれてしまう。
不衛生な場末の宿屋に身を置き、支配人に紹介され警備員として働きながら、トムは秘かに娘に会いに行く。
そんなある日、謎の未亡人マーギット（クリスティン・スコット・トーマス）に出会い、彼女との関係が深まるにつれ、トムの人生は好転するかに見えた。
しかし、トムは警備中の建物内で、何かを引きずった血痕を見つける。
さらに、マーギットの家から帰ると、なんと自室で隣人の遺体を発見する。
容疑者として疑われたトムは、取り調べでマーギットの家にいた事を話すが、マーギットという女性は既に亡くなっている事が判明する。
真犯人が捕まり、釈放されたトムはマーギット宅を訪れるが、人の気配がせず隣人に話を聞くと、そこは何年も前から空き家だと言われてしまう。
さらに娘が失踪してしまい、混乱したトムは再びマーギット宅へ向かう。
そこには亡くなったはずのマーギットが居り、トムは彼女の首を絞めながら娘を返すよう懇願する。
するとトムの前に失踪した娘がふらりと帰って来るのだった。

## キャスト
- トム: イーサン・ホーク
- マーギット: クリスティン・スコット・トーマス
- アニア: ヨアンナ・クーリグ
- セゼル: サミール・ゲスミ（フランス語版）
- ナタリー: デルフィーヌ・シュイヨー（フランス語版）

## 作品の評価
アロシネによれば、フランスの14のメディアによる評価の平均点は5点満点中2.8点である。
Rotten Tomatoesによれば、57件の評論のうち高評価は60%にあたる34件で、平均点は10点満点中5.8点となっている。
Metacriticによれば、18件の評論のうち、高評価は8件、賛否混在は8件、低評価は2件で、平均点は100点満点中57点となっている。